# جيمس إتش ويلسون (مدير فني)
جيمس إتش ويلسون (بالإنجليزية: J.H. Wilson)‏ هو مدير فني أمريكي، ولد في 6 مارس 1940 في تكساس في الولايات المتحدة، وتوفي في 27 مارس 2013 في هامبتون في الولايات المتحدة.